# Nedroledon anatolicus
Nedroledon anatolicus is een insect uit de familie van de mierenleeuwen (Myrmeleontidae), die tot de orde netvleugeligen (Neuroptera) behoort. 
Nedroledon anatolicus is voor het eerst wetenschappelijk beschreven door Navás in 1914.